# Dorestad

Dorestad im Friesischen Reich

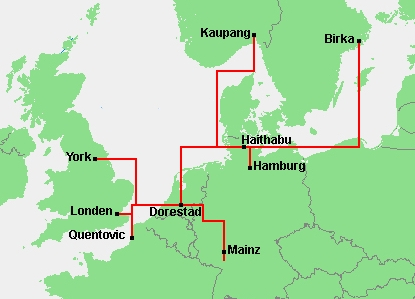
Dorestad und die wichtigsten Handelsrouten

Münzen aus Dorestad im Wappen der Gemeinde Pöschendorf

Dorestad, auch Dorstad, war die bedeutendste karolingische Handelssiedlung des 7. bis 9. Jahrhunderts in Friesland (heute Niederlande). Es lag bei und in Wijk bij Duurstede in der Nähe von Utrecht an der Gabelung des Niederrheins in den Lek und den Krummen Rhein. Der Ort hatte von Norden nach Süden eine Länge von etwa 1000 m (nach Ansicht mancher Forscher sogar 2,5–3,0 km). Die Ost-West-Ausdehnung lag zwischen 90 und 150 m.

## Geschichte
Drei wichtige Handelsrouten trafen sich in Dorestad. Eine führte rheinaufwärts nach Deutschland und Frankreich. Eine zweite ging nach Westen in Richtung Domburg, Quentovic (Frankreich) und Hamwic, Fordwich, Ipswich, London und York (alle in England). Die dritte führte durch die Nordsee nach Skiringssal in Norwegen oder über die Kimbrische Halbinsel nach Schleswig bzw. Haithabu und ins Baltikum und dem schwedischen Birka.
Als friesische Siedlung gegründet, vermutlich an der Stelle des früheren römischen Kastells Levefanum, wurde der Ort um 700 von den Franken erobert. Ein fränkisches Kastell wurde etwas außerhalb der Händlerstadt errichtet. In Dorestad wurden fränkische Münzen geprägt. Davon zeugen Münzfunde mit der Darstellung des Holk und der Aufschrift DORESTATUS. 1885 wurde am Krinkberg im schleswig-holsteinischen Pöschendorf ein karolingischer Münzschatz aus dem 9. Jahrhundert gefunden. Darunter befanden sich  in Dorestad geprägte Münzen. Zwei der 95 silbernen Münzen sind im Pöschendorfer Wappen abgebildet, die linke trägt die Aufschrift CAROLUS, die rechte DORSTAD. Der Krinkbergschatz befindet sich heute im Archäologischen Landesmuseum auf Schloss Gottorf. Während seiner Blütezeit dürfte Dorestad 2.500 bis 3.000 Einwohner gehabt haben.
Von 834 bis 863 wurde die Stadt sechs Mal durch marodierende Wikinger (z. B. durch Rörik von Dorestad und Gottfried von Friesland) überfallen und geplündert. Seit der Plünderung Dorestads im Jahre 863 durch Wikinger und der gänzlichen Vernichtung des Ortes durch eine Rheinüberschwemmung ist von der Stadt in den Quellen keine Rede mehr.

## Ausgrabungen
Der nördliche Bereich von Dorestad, ein Hafen- und Handwerkerviertel, landeinwärts auch mit Bauernhöfen, wurde vor allem zwischen 1925 und 1930 durch Jan Hendrik Holwerda, sowie zwischen 1967 und 1977 von anderen Archäologen ausgegraben. Dabei wurde u. a. Keramik des in Tating erstmals gefundenen Typs und aus Badorf sowie aus Mayen gefunden (Datierung: 8. und 9. Jahrhundert). Andere Teile können nicht mehr ausgegraben werden, weil der Stadtkern von Wijk Bij Duurstede dort liegt, bzw. weil das Wasser der Flüsse davon nichts mehr übriggelassen hat.
Im heutigen Wijk bij Duurstede ist im Heimatmuseum „Museum Dorestad“ ein wichtiger Teil der Ausstellung dem alten Dorestad gewidmet.
Koordinaten: 51° 58′ 30″ N, 5° 20′ 24″ O